# XXXIV edició de la Mostra de València
La XXXIV edició de la Mostra de València, coneguda oficialment com a XXXIV Mostra de València - Cinema del Mediterrani, va tenir lloc entre el 24 d'octubre i el 3 de novembre de 2019 a València. La segona edició de la Mostra, recuperada el 2018, fou dirigida per Rosa Roig Costa i Eduardo Guillot. Es va augmentar la dotació de premis: Palmera d'Oro (25.000 €), Palmera de Plata (10.000 €) i Palmera de Bronze (5.000 €). El cartell de l'edició seria "El pez-cámara" del dissenyador valencià Diego Mir. El pressupost de l'edició va augmentar als 590.000 euros.
En aquesta edició es va augmentar l'oferta de pel·lícules de 89 a 109, amb 12 produccions inèdites a la secció oficial i 15 a la informativa, que foren projectades als Cines Babel, la Filmoteca Valenciana, la Fundació Bancaixa, la seu de la SGAE, el Palau de Congressos i el Teatre Principal. També es va fer una retrospectiva sobre la comèdia italiana (amb 20 pel·lícules de Dino Risi, Mario Monicelli, Federico Fellini o Pietro Germi) i es va projectar el cicle La revolució de la dona en el cine egipci, que originà una taula rodona amb la participació de directores egípcies, i es van projectar tres pel·lícules de Guy Debord. Al final fou vista per 10.705 espectadors, 1.500 més que a l'edició anterior. La gala inaugural fou presentada pe Maria José Peris i Pau Durà, es van entregar dues palmeres d'honor a Liliana Cavani i a Ferzan Özpetek, i es va retre homenatge a Toni Canet amb la projecció de Calç blanca, negro carbón.

## Pel·lícules exhibides

### Secció oficial
- Tu mérites un amour de Hafsia Herzi
- Zerø d'Iñaki Sánchez Arrieta
- The Miracle of the Sargasso Sea de Syllas Tzumerkas
- Streha mes reve de Robert Budina
- Anons ("The Announcement") de Mahmut Fazıl Coşkun
- Sympathie pour le diable de Guillaume de Fontenay
- The Day I Lost my Shadow de Soudade Kaadan
- Flesh Out (Il corpo della sposa) de Michela Occhipinti
- Fatwa de Mahmoud Ben Mahmoud
- Alice de Josephine Mackerras
- Between Two Seas d'Anas Tolba
- A Herdade de Tiago Guedes

### Secció informativa
- Les Misérables de Ladj Ly [6]
- Zero Impunity de Nicolas Blies i Stéphane Hueber-Blies
- Dafne de Federico Bondi
- Diamond Dust de Marwan Hamed
- La Vérité d'Hirokazu Koreeda
- Mar de Margarida Gil
- Els consells de l'Alice de Nicolas Pariser
- Matar al rey de Vicente Monsonís
- Una dona amb unes ales tremendes de Pedro Rosado
- La innocència de Lucía Alemany
- Marche ou crève de Margaux Bonhomme
- La guérisseuse de Mohammed Zineddaine
- Freedom Fields de Naziha Arebi
- Mafak de Bassam Jarbawi
- Are You Glad I’m Here de Noor Gharzeddine

### CicleLa revolució de la dona en el cine egipci
Inclou 12 títols de les directores Kamla Abou Zekry, Sandra Nashaat, Ayten Amin, Mariam Abou Ouf, Hala Khalil, Hala Lotfy, Nadine Khan i Amal Ramsis.
- Kas wa lask (‘Cut and Paste’) (2006) de Hala Khalil
- Nawara (2015) de Hala Khalil
- Tamantashar Yom (18 Days, 2011) de Mariam Abou Ouf i Kamla Abou Zekri
- Bebo Wa Bashir (2011) de Mariam Abou Ouf
- Masgoon Transit (2008) de Sandra Nashaat
- El-Maslaha (2012) de Sandra Nashaat
- Harag W’ Marag (2012) de Nadine Khan
- Al-khoroug lel-nahar (2012) de Hala Lotfy
- Villa 69 (2013) de Ayten Amin
- Wahed-Sefr (2009) de Kamla Abou Zekry
- Yom lel-Sittat (2016) de Kamla Abou Zekry
- You Come From Far Away (2018) d'Amal Ramsis

### CicleL'edat d'or de la comèdia italiana
- Els inútils (1953) de Federico Fellini
- Dov'è la libertà...? (1954) de Roberto Rossellini
- Poveri ma belli (1957) de Dino  Risi
- Belle ma povere (1957) de Dino Risi
- Poveri milionari (1958) de Dino Risi
- I soliti ignoti (1958) de Mario Monicelli
- Audace colpo dei soliti ignoti (1959) de Nanni Loy
- Il vedovo (1959) de Dino Risi
- La gran guerra (1959) de Mario Monicelli
- Tots a casa (1960) de Luigi Comencini
- Il vigile (1960) de Luigi Zampa
- Divorci a la italiana (1961) de Pietro Germi
- Els anys del benestar (1962) de Luigi Zampa
- La marcia su Roma (1962) de Dino Risi
- L'avançament (1962) de Dino Risi
- El magnífic cornut (1964) d'Antonio Pietrangeli
- Matrimoni a la italiana (1964) de Vittorio de Sica
- Sedotta e abbandonata (1964) de Pietro Germi
- L'armata Brancaleone (1966) de Mario Monicelli
- Ocellots i ocellets (1966) de Pier Paolo Passolini

### Guy Debord, cineasta
- Hurlements en faveur de Sade (1952)
- Sur le passage de quelques personnes à travers une assez courte unité de temps (1959)
- Critique de la séparation (1961)
- La Société du spectacle (1973)
- Réfutation de tous les jugements, tant élogieux qu'hostiles, qui ont été jusqu'ici portés sur le film « La Société du spectacle » (1975)
- In girum imus nocte et consumimur igni (1978)

### Palmera d'Honor
Ferzan Özpetek
- Il bagno turco (1997)
- Harem Suare (1999)
- Le fate ignoranti  (2001)
- La finestra di fronte (2003)
- Cuore sacro (2005)
- No n'hi ha prou amb una vida (2007)
- Un giorno perfetto (2008)
- Us he de dir una cosa (2010)
- Magnifica presenza (2012)
- Allacciate le cinture (2014)
- İstanbul Kırmızısı (2017)
- Napoli velata (2017)

Liliana Cavani
- Francesco d'Assisi (1966)
- Galileo (1968)
- Els caníbals (1970)
- L'ospite (1972)
- Milarepa (1974)
- Il portiere di notte (1974)
- Al di là del bene e del male (1977)
- La pell (1981)
- Oltre la porta (1982)
- Interno berlinese (1985)
- Francesco (1989)
- Dove siete? Io sono qui (1993)
- Ripley's Game (2002)

## Jurat
El jurat oficial fou presidit per la directora de fotografia francesa Marie Spencer; i compost per l'actriu egípcia Bushra Rozza, el director palestí Muayad Alayan; la investigadora audiovisual Julia Sabina Gutiérrez, autora de Rafael Azcona, el guionista como creador i la guionista i directora algeriana Sofia Djama.

## Premis
- Palmera d'Or (25.000 euros): Anons ("The Announcement") de Mahmut Fazıl Coşkun [10]
- Palmera de Plata (10.000 euros): The Day I Lost my Shadow de Soudade Kaadan
- Palmera de Bronze (5.000 euros): Sympathie pour le diable de Guillaume de Fontenay
- Palmera d'Honor: Liliana Cavani i Ferzan Özpetek
- Premi al millor actor: Ahmed Hafiene per Fatwa de Mahmoud Ben Mahmoud
- Premi a la millor actriu: Emilie Pipponier per Alice de Josephine Mackerras
- Premi al millor guió: Mahmut Fazıl Coşkun i Ercan Kesal per Anons ("The Announcement")
- Premi a la millor fotografia: Krum Rodríguez per Anons ("The Announcement")
- Premi a la millor banda sonora: Marius Leftarache per Streha mes reve de Robert Budina
- Premi al millor director: Michela Occhipinti per Flesh Out
- Premi À Punt: Fatwa de Mahmoud Ben Mahmoud